# Barotaxia
La barotaxia o barotaxis (baro que significa peso, carga, y -taxia, que significa movimiento, formación) es el fenómeno por el cual un organismo sometido a presión puede realizar movimientos locomotores o de orientación en respuesta al estímulo de presión al que es sometido. Cuando se produce un acercamiento a la fuente del estímulo, se dice que es positiva; si por el contrario el movimiento corresponde a un alejamiento del estímulo, se dice que es negativa.
En mecanobiología se puede demostrar la importancia de la presión hidráulica en la orientación y migración celular observando cómo células confinadas en entornos hidráulicos asimétricos son capaces de determinar el camino de menor resistencia hidráulica en ausencia de señales químicas.
Prentice-Mott y su equipo [1] investigaron el papel de la presión hidráulica asimétrica en la detección direccional. Las células confinadas en microcanales identificaron y eligieron un camino de menor resistencia hidráulica en ausencia de señales químicas. Para probar si las propiedades físicas del ambiente pueden influir en la toma de decisiones direccional celular, fabricaron bifurcaciones de canales microfluídicos con una bifurcación simétrica o una bifurcación asimétrica. 
Se observó que, cuando las células alcanzaron la bifurcación, mostraron dos respuestas diferentes.  En la primera, la célula extendió un pseudópodo a lo largo de cada dirección de la bifurcación y posteriormente retiró el pseudópodo de un lado mientras seguía migrando a lo largo de la otra dirección. En el segundo, las células, al llegar a la bifurcación, inmediatamente comenzaron a migrar en una dirección, sin extender un pseudópodo a lo largo de la otra dirección. Las células que extendieron dos pseudópodos mostraron una toma de decisiones simétrica (50: 50) en los canales simétricos, pero mostraron un fuerte sesgo en las bifurcaciones asimétricas al lado más corto (75: 25).